# 199757 Shagunsingh
199757 Shagunsingh è un asteroide della fascia principale. Scoperto nel 2006, presenta un'orbita caratterizzata da un semiasse maggiore pari a 3,172588 UA e da un'eccentricità di 0,072677, inclinata di 9,581392° rispetto all'eclittica. Ha un diametro di 6,349 km.